# Viliami Hingano
Pour les articles homonymes, voir Hingano.
Viliami Manuopangai Fakaʻosiula Hingano, né vers 1975 et mort le 10 juin 2022, est un homme politique tongien.

## Biographie
Un temps haut fonctionnaire au ministère des Entreprises publiques, Viliami Hingano entre à l'Assemblée législative des Tonga aux élections de 2014, devançant de très peu le député sortant Moale Finau dans la circonscription de Haʻapai 12. Il siège sans étiquette sur les bancs de l'opposition au gouvernement d'ʻAkilisi Pohiva et est battu dans sa circonscription aux élections de 2017. 
En janvier 2021, le roi Tupou VI le nomme gouverneur des îles Haʻapai à la demande du Premier ministre Pohiva Tuʻiʻonetoa. En mai 2021, il est condamné à une amende pour avoir tué illégalement une tortue d'une espèce protégée. Aux élections de décembre, il retrouve son siège de député, et est nommé ministre de l'Agriculture et des Forêts dans le gouvernement de Siaosi Sovaleni. Il se rend presque immédiatement en Nouvelle-Zélande pour un traitement médical, et y meurt dans un hôpital d'Auckland en juin 2022, à l'âge d'environ 47 ans.